# Erwin Kalser
Erwin Kalser (22 de febrero de 1883 - 26 de marzo de 1958) fue un actor y director teatral y cinematográfico alemán.

## Biografía
Su verdadero nombre era Erwin Kalischer, y nació en Berlín, Alemania. Estudió en la Universidad Humboldt de Berlín, donde en 1907 consiguió un doctorado con el trabajo Conrad Ferdinand Meyer in seinem Verhältnis zur italienischen Renaissance. Ese mismo año fue actor en el Märkischem Wandertheater de Emil Geyer. En 1911 inició su carrera en el Teatro de Cámara de Múnich, donde permaneció hasta 1922. Entre sus papeles teatrales figuran en 1917 el de cajero en el estreno mundial de la obra de Georg Kaiser Von morgens bis Mitternacht. En 1918 se encargó del papel principal de la pieza de Hanns Johst Der Einsame, y en 1920 del de Der König, siendo en 1920 el poeta en la obra teatral de Reinhard Sorge Der Bettler.
En 1922 se trasladó a Berlín. En esa ciudad actuó primero en el Konzerthaus Berlin, y en 1926 bajo la dirección de Erwin Piscator en el Freie Volksbühne Berlin y en el Theater am Nollendorfplatz. Sus papeles más importantes fueron el de Coronel en 1926 en el estreno mundial de la obra de Alfons Paquet Sturmflut, en 1927 el del Zar en el estreno mundial de Rasputin (de Alekséi Nikoláyevich Tolstói, con Tilla Durieux) y otro papel en un nuevo estreno, el de la pieza de Walter Mehring Der Kaufmann von Berlin. Además, fue director varias veces y se inició como actor cinematográfico.
En 1933 emigró a Suiza y trabajó en el Schauspielhaus Zürich. Allí fue un viejo rabino en 1936 en Arthur Aronymus (de Else Lasker-Schüler), y en 1939 actuó en Unsere kleine Stadt (de Thornton Wilder).
Desde 1939 vivió en Hollywood y participó en diversas producciones cinematográficas en las que encarnaba a caballeros mayores y cultos. En ocasiones interpretó a un médico o a un miembro de la Cruz Roja, como ocurrió en la película de Billy Wilder Stalag 17.
Desde 1946 a 1951 Kalser volvió nuevamente al Schauspielhaus Zürich, y en 1952 regresó a Alemania. Hasta su muerte fue miembro de la compañía del Staatliche Schauspielbühnen Berlin. En el Teatro Schiller y en el Schlossparktheater hizo diferentes papeles, entre ellos el de Shrewsbury en Maria Stuart (1952), el Gran Inquisidor en Don Carlos (1955), Arnulfo en La escuela de las mujeres (1955, de Molière), Philemon en Philemon und Baucis (de Leopold Ahlsen), Polonio en Hamlet (1957), el Emperador en Das Käthchen von Heilbronn (1957) y el papel titular en Nathan el Sabio (1957).
Erwin Kalser falleció en Berlín en el año 1958. Había estado casado con la guionista Irma von Cube. Su hijo fue el productor y director Konstantin Kalser.

## Filmografía (selección)
- 1920 : George Bully
- 1922 : Die Talfahrt des Severin Hoyer
- 1923 : I.N.R.I.
- 1925 : Namenlose Helden
- 1928 : Anastasia, die falsche Zarentochter
- 1928 : Rasputins Liebesabenteuer
- 1929 : Napoleon auf St. Helena
- 1930 : Die letzte Kompagnie
- 1930 : Der Schuß im Tonfilmatelier
- 1930 : Dreyfus
- 1930 : Ein Burschenlied aus Heidelberg
- 1931 : Der Herzog von Reichstadt
- 1932 : Der weiße Dämon
- 1932 : Unheimliche Geschichten
- 1932 : Das erste Recht des Kindes
- 1933 : Rund um eine Million
- 1933 : Herthas Erwachen
- 1933 : Was wissen denn Männer
- 1938 : Füsilier Wipf
- 1941 : Dressed to Kill
- 1941 : The Devil Commands
- 1942 : Kings Row
- 1943 : Mission to Moscow
- 1943 : Watch on the Rhine
- 1944 : Address Unknown
- 1944 : They Live in Fear
- 1945 : Hotel Berlin
- 1948 : Nach dem Sturm
- 1952 : The Girl in White
- 1953 : Stalag 17
- 1955 : Der 20. Juli
- 1956 : Stresemann